# یواس‌اس قنطورس (ای‌کی‌ای-۱۷)
یواس‌اس قنطورس (ای‌کی‌ای-۱۷) (به انگلیسی: USS Centaurus (AKA-17)) یک کشتی بود که طول آن ۴۵۹ فوت ۳ اینچ (۱۳۹٫۹۸ متر) بود. این کشتی در سال ۱۹۴۳ ساخته شد.